# Chalcoscirtus catherinae
Chalcoscirtus catherinae is een spinnensoort in de taxonomische indeling van de springspinnen (Salticidae).
Het dier behoort tot het geslacht Chalcoscirtus. De wetenschappelijke naam van de soort werd voor het eerst geldig gepubliceerd in 2000 door Jerzy Prószyński.